# Stefan Nijland
Stefan ('Stef') Nijland (Hoogezand, 10 augustus 1988) is een voormalig Nederlandse profvoetballer die als aanvaller speelt. Nijland is de zoon van oud FC Groningen-directeur Hans Nijland.

## Biografie

### FC Groningen
Nijland voetbalde tot zijn negende bij ZFC Zuidlaren. In 1997 stapte hij over naar de jeugd van FC Groningen, waar zijn vader Hans Nijland op dat moment directeur was. Zijn eerste seizoenen in de jeugd bij FC Groningen waren ondergebracht bij amateurclub GRC Groningen.
Op 18 augustus 2007 maakte hij zijn Eredivisiedebuut voor Groningen. Tijdens de wedstrijd tegen NAC Breda in het Rat Verlegh Stadion, viel hij in de 80e minuut in voor Marcus Berg. Vijf dagen later verlengde Nijland zijn contract met FC Groningen tot medio 2009. Zijn eerste goal in de Eredivisie maakte hij op 23 december 2007 in de uitwedstrijd tegen Heracles Almelo.

### PSV
Op 24 augustus 2008 verkaste Nijland op 20-jarige leeftijd naar PSV, waar hij een contract ondertekende tot 2013. Met de overgang was ongeveer 4 miljoen euro gemoeid. In zijn eerste seizoen bij PSV kwam hij 14 keer in actie. In de voorbereiding van het seizoen 2009-2010 onderging hij een buikwandoperatie, waardoor hij later aanhaakte bij de selectie. Hij speelde dat seizoen slechts één wedstrijd voor de club, dat hem in de tweede seizoenshelft om wedstrijdervaring op te doen, verhuurde Willem II uit Tilburg. Bij Willem II veroverde Nijland meteen een basisplaats, en scoorde al zijn eerste doelpunt in zijn debuutwedstrijd, uit tegen sc Heerenveen.
Voor het seizoen 2010/11 sloot hij zich weer aan bij de selectie van PSV, maar hij zou dat jaar slechts tot vier wedstrijden komen. Het jaar erop werd hij uitgeleend aan N.E.C.. Daar veroverde hij geen basisplaats en in 15 wedstrijden scoorde hij eenmaal.
Op 27 februari 2012 maakte Nijland bekend te willen vertrekken bij PSV om bij een andere club een nieuwe start te kunnen maken. Technisch manager Marcel Brands gaf daarop aan dat de club wel wilde meewerken aan een vertrek, als een andere club zijn contract afkoopt. In de zomer van 2012 had Nijland geen interesse in een overgang naar 1860 München. In december van dat jaar was hij zonder succes op proef bij Union Berlin en weigerde hij een overgang naar ADO Den Haag.
Op 27 januari 2013 bereikt PSV een akkoord had bereikt met Brisbane Roar FC, een club uit Australië. De speler werd voor vier maanden gehuurd en op 18 april eindigde de huurperiode. Nijland speelde in Australië tien wedstrijden maar kwam niet tot scoren.

### PEC Zwolle
Op 13 mei 2013 tekende Nijland een driejarig contract dat hem tot de zomer van 2016 aan PEC Zwolle verbond. In zijn eerste seizoen kon hij ook hier de verwachtingen niet waarmaken. Op zondag 3 augustus 2014 maakte Nijland op aangeven van middenvelder Kamohelo Mokotjo het enige doelpunt in de wedstrijd om de Johan Cruijff Schaal tegen AFC Ajax, waardoor PEC Zwolle voor het eerst in haar bestaan deze prijs won. Na vijf seizoenen en meer dan 100 wedstrijden voor de club tekende hij in de zomer van 2018 een tweejarig contract bij De Graafschap. De club kon hem transfervrij overnemen nadat zijn contract afliep.

### De Graafschap
Zijn tweejarig verblijf bij De Graafschap werd, mede door aanhoudend blessureleed, geen succes. Hij kwam in totaal 28 keer in actie voor de club uit Doetinchem. Hierin scoorde hij vijf maal. Na twee seizoenen werd zijn contract niet verlengd waarna hij zich aansloot bij de amateurs van DVS '33 Ermelo. Hij ondertekende een contract voor één seizoen bij de Derde divisionist.

## Carrièrestatistieken
| Seizoen         | Club            | Competitie      | Competitie | Competitie | Beker | Beker | Internationaal | Internationaal | Overig | Overig | Totaal | Totaal |
| Seizoen         | Club            | Competitie      | Wed.       | Dlp.       | Wed.  | Dlp.  | Wed.           | Dlp.           | Wed.   | Dlp.   | Wed.   | Dlp.   |
| --------------- | --------------- | --------------- | ---------- | ---------- | ----- | ----- | -------------- | -------------- | ------ | ------ | ------ | ------ |
| 2007/08         | FC Groningen    | Eredivisie      | 23         | 4          | 0     | 0     | 0              | 0              | 0      | 0      | 23     | 4      |
| 2008/09         | PSV             | Eredivisie      | 14         | 1          | 2     | 0     | 3              | 0              | 0      | 0      | 19     | 1      |
| 2009/10         | PSV             | Eredivisie      | 0          | 0          | 1     | 0     | 0              | 0              | 0      | 0      | 1      | 0      |
| 2009/10         | → Willem II     | Eredivisie      | 16         | 4          | 0     | 0     | 0              | 0              | 0      | 0      | 16     | 4      |
| 2010/11         | PSV             | Eredivisie      | 4          | 0          | 2     | 1     | 1              | 0              | 0      | 0      | 7      | 1      |
| 2011/12         | → N.E.C.        | Eredivisie      | 15         | 1          | 2     | 1     | 0              | 0              | 0      | 0      | 17     | 2      |
| 2012/13         | → Brisbane Roar | A-League        | 10         | 0          | 0     | 0     | 0              | 0              | 0      | 0      | 10     | 0      |
| 2013/14         | PEC Zwolle      | Eredivisie      | 23         | 2          | 1     | 0     | 0              | 0              | 0      | 0      | 24     | 2      |
| 2014/15         | PEC Zwolle      | Eredivisie      | 30         | 11         | 5     | 0     | 2              | 1              | 1      | 1      | 38     | 13     |
| 2015/16         | PEC Zwolle      | Eredivisie      | 26         | 6          | 1     | 0     | 0              | 0              | 0      | 0      | 27     | 6      |
| 2016/17         | PEC Zwolle      | Eredivisie      | 12         | 0          | 0     | 0     | 0              | 0              | 0      | 0      | 12     | 0      |
| 2017/18         | PEC Zwolle      | Eredivisie      | 16         | 1          | 2     | 1     | 0              | 0              | 0      | 0      | 18     | 2      |
| 2018/19         | De Graafschap   | Eredivisie      | 14         | 2          | 2     | 0     | 0              | 0              | 0      | 0      | 16     | 2      |
| 2019/20         | De Graafschap   | Eerste divisie  | 21         | 3          | 0     | 0     | 0              | 0              | 0      | 0      | 21     | 3      |
| 2020/21         | DVS '33 Ermelo  | Derde divisie   | 4          | 1          | 2     | 0     | 0              | 0              | 0      | 0      | 6      | 1      |
| 2021/22         | DVS '33 Ermelo  | Derde divisie   | 24         | 7          | 2     | 0     | 0              | 0              | 4      | 1      | 30     | 8      |
| 2022/23         | DVS '33 Ermelo  | Derde divisie   | 26         | 14         | 2     | 1     | 0              | 0              | 0      | 0      | 28     | 15     |
| 2023/24         | DVS '33 Ermelo  | Derde divisie   | 23         | 6          | 1     | 0     | 0              | 0              | 0      | 0      | 24     | 6      |
| Carrière totaal | Carrière totaal | Carrière totaal | 301        | 63         | 25    | 4     | 6              | 1              | 5      | 1      | 337    | 69     |

## Trainerscarrière
Vanaf het seizoen 2024/25 is Nijland assistent-trainer van de onder 21-selectie van Go Ahead Eagles.

## Erelijst
PEC Zwolle
| Competitie                   | Winnaar | Winnaar | Runner-up | Runner-up |
| Competitie                   | Aantal  | Jaren   | Aantal    | Jaren     |
| ---------------------------- | ------- | ------- | --------- | --------- |
| Nationaal                    |         |         |           |           |
| Winnaar KNVB beker           | 1x      | 2013/14 | 1x        | 2014/15   |
| Winnaar Johan Cruijff Schaal | 1x      | 2014    |           |           |